# Résolution 23 du Conseil de sécurité des Nations unies
Membres permanents
- Chine
- États-Unis
- France
- Royaume-Uni
- URSS

Membres non permanents
- Australie
- Belgique
- Brésil
- Colombie
- Pologne
- Syrie

Résolution no 22 Résolution no 24
La résolution 23 est une résolution du Conseil de sécurité de l'ONU qui a été votée le 18 avril 1947 et qui décide que la commission constituée par la résolution 15, maintiendra sur les lieux un groupe constitué d'un représentant de chaque membre du conseil de sécurité en attendant une nouvelle décision.
Les deux abstentions sont celles de la Pologne et de l'URSS.

## Texte
- Résolution 23 sur fr.wikisource.org
- Résolution 23 sur en.wikisource.org